# Shopping and Fucking
Shopping and Fucking est une comédie de théâtre du britannique Mark Ravenhill parue en 1996. Elle fait partie du courant britannique du théâtre « In-Yer-Face ».

## Productions françaises

### Paris
Cette pièce a été mise en scène en 2001 à la Pépinière Opéra par Thierry Harcourt avec, comme acteurs, Franck Lorrain, Emmanuel Patron, Agathe Teyssier, Franck Passemard et Jean Dell.
Une nouvelle mise en scène de Bénédicte Budan et Franck Victor et interprétée par Benjamin Cohen, Arnaud Garnier, Laurent Hugny, Franck Victor et Cybèle Villemagne a été présentée au théâtre Clavel en 2006 puis au Vingtième Théâtre en 2007.

### Lyon
En 2006 et 2007, Simon Delétang a à son tour monté cette pièce au théâtre Les Ateliers.

### Montréal
À l'été 2006, Christian Lapointe dirige la pièce au National à Montréal dans la première version Québécoise d'une pièce de Mark Ravenhill.

## Argument
Cette pièce raconte l'histoire de quatre jeunes gens (Mark, Robbie, Lulu et Gary) livrés à un monde sans pitié ni repères, et critique le monde capitaliste, où les hommes sont des marchandises comme les autres, et où le pouvoir de l'argent permet de mettre en scène sa propre mort... Cette pièce aborde également les sujets de la drogue, la prostitution, l'amour, la bisexualité et l'homosexualité.
La pièce est publiée en français aux éditions du Brigadier, dans une traduction de Jean-Marc Lanteri.